# Marian Bia
Marian Bia (n. 17 decembrie 1960) este un fost deputat român al legislaturii 1990 - 1992, ales în județul Cluj, pe listele partidului FSN. Marian Bia a fost membru în comisia pentru industrie și servicii și în comisia pentru administrație centrală și locală, amenajarea teritoriului și urbanism.
Născut în 1960 într-un sat de lângă Iara, Marian Bia este unul din revoluționarii autentici deoarece a împărțit manifeste anti-Ceaușescu înainte de Revoluția din decembrie 1989.